# Этногенез славян
Этногене́з славя́н — процесс формирования древнеславянской этнической общности, приведший к выделению славян из конгломерата индоевропейского или балто-славянского населения.
По данным археологии, этническая общность славян сложилась не позднее второй половины IV века. Первой достоверно славянской (праславянской) археологической культурой, по мнению большинства археологов, является пражско-корчакская культура V—VII веков.

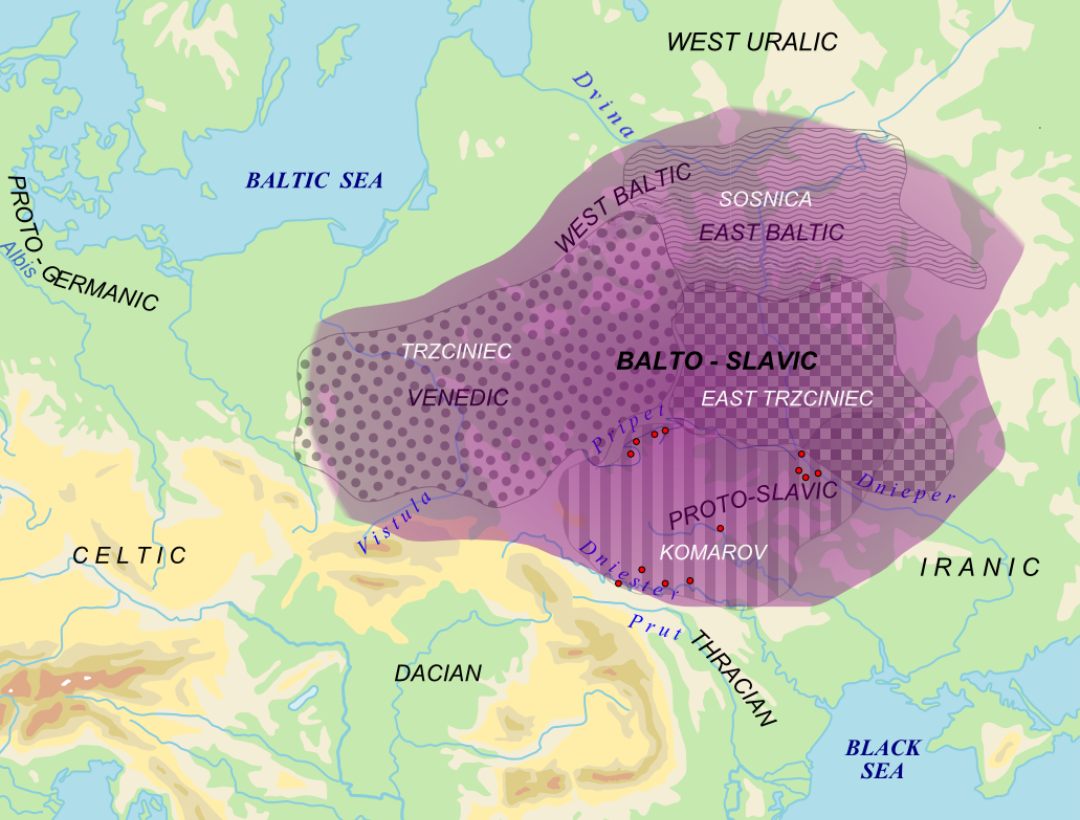
Область балто-славянского диалектного континуума (фиолетовый) с предполагаемой материальной культурой, соотносимой с носителями балто-славянского языка в бронзовом веке (белый). Красные точки — архаичные славянские гидронимы

Близость славянских языков при значительном современном ареале расселения славян и отсутствии у славян когда-либо политического единства, а также языковое сходство древнейших славянских письменных памятников (конец 1-го — начало 2-го тысячелетия) свидетельствуют об относительно компактной территории исходного проживания и позднем распаде славянской общности. Большинство исследователей, основываясь на данных исторического языкознания, письменных источников и археологии, считают, что древние славяне проживали в лесной и лесостепной зоне Центральной и Восточной Европы от реки Одер до Среднего Поднепровья и прилегающего Полесья. Учёные помещают прародину славян в пределах этой территории в Среднем Поднепровье, Полесье, Висло-Одерском регионе (польский лингвист Т. Лер-Сплавиньский, его последователи и др.), северо-восточном Прикарпатье (немецкий лингвист Ю. Удольф и др.), Среднем Подунавье (О. Н. Трубачёв) и др.

## Письменные свидетельства
Наиболее ранние упоминания (Плиний Старший, Тацит, Птолемей), вероятно связанные с этногенезом славян, предположительно, относятся к венедам. Первые достоверные упоминания славян читаются в письменных источниках V—VI веков, где они названы склавины, и, предположительно, анты и венеды, в частности, в трудах византийского дипломата и историка Приска Панийского и византийского писателя Прокопия Кесарийского. Приск, в 440-х годах участвовавший в византийском посольстве к правителю гуннов Аттиле в Среднее Подунавье, приводит слова, которые имеют ближайшие соответствия в славянских языках (напр., μέδος — medъ) и/или связываются преимущественно со славянскими традициями. О склавенах, как выделившемся из венедов самостоятельном этносе, писал готский историк Иордан в первой половине VI века:
от истока реки Вистулы на огромных пространствах обитает многочисленное племя венетов. Хотя теперь их названия меняются в зависимости от различных родов и мест обитания, преимущественно они все же называются славянами (склавенами) и антами.
Отождествление венедов (венетов) античных авторов со славянами не имеет никаких иных подтверждений, кроме указаний авторов V—VI веков, и рядом учёных термин «венеды» рассматривается как этникон (наименование по месту жительства), характерный для античной историографии, а не раннее название славян.
Русские летописи, включая древнерусский летописный свод начала XII века «Повесть временных лет», помещают родину славян на среднем (Норик) и нижнем Дунае, где их впервые зафиксировали византийские письменные источники.
Американский исследователь Флорин Курта писал о значении исторической реакции византийцев на вторжение славян. Византийские книжники «открыли» для себя славян, дали им «имя и место во всемирной истории». По мнению В. Я. Петрухина существенным является обстоятельство, что это имя (склавины) образовано от самоназвания славян; «сами они обрели, вопреки усилиям византийцев, и место в Греции».

## Лингвистические данные
Славянские языки имеют большое число сходств с балтскими, что объясняется происхождением славян и балтов от единой балто-славянской общности (в рамках индоевропейской) и/или длительными контактами славян и балтов. Заимствования в праславянском языке из иранских языков исследователи объясняют различными причинами: расширением на запад «скифо-сибирского мира», соседством славян с сарматами и/или народами позднескифской археологической общности. Влияние германских языков на праславянский и в обратном направлении, предположительно, было следствием экспансии некоторых германских объединений на восток. Некоторые особенности культуры и языка славян восходят к эпохе компактного проживания носителей индоевропейских языков.

## Археологические данные

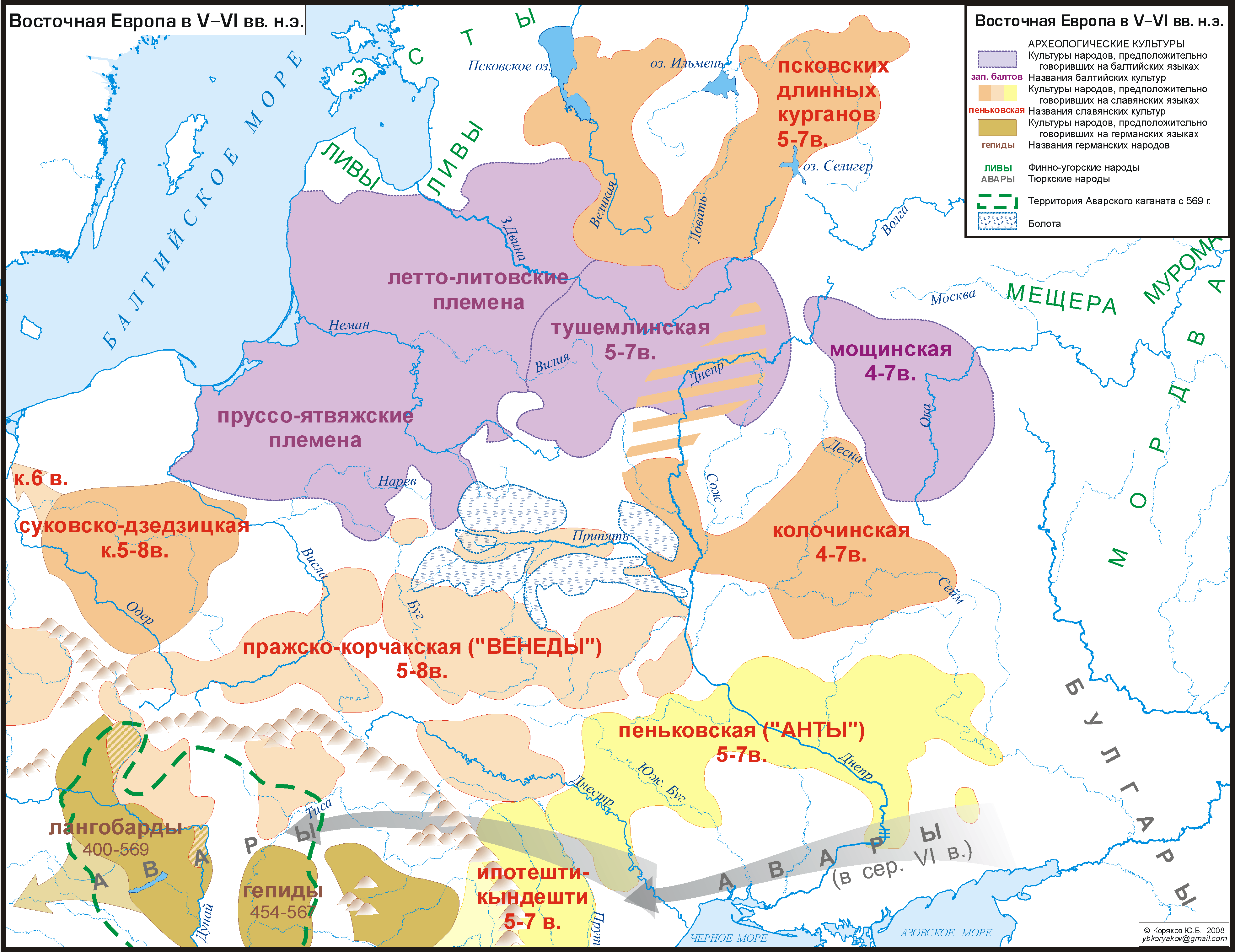
Карта балтских и славянских археологических культур V—VI веков

Преимущественно со склавинами соотносятся памятники VI—VII веков пражской культуры (включая суковско-дзедзицкий тип), ипотешти-кындештской группы и производных от них. Присутствие славян на части территории Балкан, отмеченное топонимией вплоть до Греции, археологически слабо подтверждено. С антами связывается пеньковская культура. Предположительно, с частью венедов и другими славянскими группами могут быть сопоставлены памятники V—VII веков типа верхних (поздних) слоёв тушемлинской культуры, культуры длинных курганов, колочинской культуры и др., а также некоторые памятники лесостепного Подонья (из группы Замятино — Чертовицкое, ряд пеньковских и колочинских памятников) и Поволжья (именьковская культура). Эти культуры восходят к памятникам первой половины 1-го тысячелетия киевской культуры и других групп, восходящих, в свою очередь к традициям зарубинецкой культуры (III / II век до н. э. — II век н. э.). К славянскому кругу ряд исследователей относят также часть носителей пшеворской культуры (II век до н. э. — IV век н. э.), памятников лимигантов, отдельные компоненты черняховской культуры (II—IV века) и др. Первой достоверно славянской (праславянской) археологической культурой, по мнению большинства археологов, является пражско-корчакская культура, объединяющая регионы славянского мира, которые в результате распада праславянской общности стали ареалами самостоятельных славянских этнолингвистических групп — южных, западных и восточных славян. Памятники пражской культуры получили распространение на Балканах и достигли Среднего Поднепровья.
Консенсус о пражско-корчакской культуре как самой ранней достоверно славянской сложился по причине того, что её датировка совпала с первыми достоверными письменными упоминаниями славян, а также из-за того, что прослеживается её археологическая связь с последующими достоверно славянскими культурами Средней и Восточной Европы, чего нельзя сказать о культурах, которые ей предшествовали — зарубинецкая в Верхнем Поднепровье, черняховской в Северном Причерноморье и др. Распространение пражско-корчакской культуры на больших территориях Центральной и Восточной Европы, от Эльбы и Дуная до Среднего Поднепровья, коррелирует со свидетельствами письменных источников о расселении славян, которое В. Н. Топоров и вслед за ним ряд других учёных называют демографическим взрывом.
Американский исследователь Флорин Курта считает роль пражской культуры преувеличенной, отмечая, в том числе, сравнительно позднее упоминание славян в Моравии и Чехии, которое было связано уже с их противостоянием государству Каролингов в IX веке. По мнению других учёных, пражская культура отражает этнокультурные процессы VI—VII веков, в том числе на территории Чехии и Моравии (Зденек Мержинский), а также в Нижнем Подунавье (И. П. Русанова). Предполагается также раннее, датируемое IV—V веками, распространение славянских древностей на территории Сербского Подунавья, но их связь с пражской культурой остаётся неясной.
Попытки связать происхождение пражской культуры с предшествующей и расположенной в другом ареале черняховской культурой не дали общепризнанных результатов. Хотя на памятниках пражской культуры находили фрагменты черняховской керамики, выполненной на гончарном круге, в целом исследователями отмечается архаизация культур, которые пришли на смену черняховской и другим провинциально-римским культурам на территории Средней и Восточной Европы. Эти культуры сохраняли «внешние» импульсы от дунайской границы Римской империи, включая форму и объёмы горшков, фибулы и др., однако утратили технологические достижения, заимствованные из античной культуры, такие как гончарный круг, производство стекла и др.
Нерешённой является проблема формирования пражской культуры, её история до VI века. Ранние памятники типа «Прага — Корчак» датированы гуннской эпохой, IV—V веками. Они изучаются в Полесье, представляющем собой архаическую зону славянского мира, в бассейнах Припяти, Днепра и Десны. Полесские болота связываются с описанием славянского быта готским историком Иорданом: «болота и леса заменяют им города». В рамках пражской культуры редко встречаются городища-убежища, расположенные в заболоченных местах. По мнению Курты, славянская идентичность сформировалась «в тени Юстиниановых крепостей, а не в припятских болотах», что вызывает возражения ряда других исследователей. Точку зрения Курты отчасти поддерживает Петрухин.
Предшественником пражской культуры некоторыми исследователями считается синхронная относительно черняховской киевская культура римской эпохи в Поднепровье. Она не демонстрирует связей ни с черняховской, ни с пражской культурами, но её ареал, который достигает киевского Поднепровья, вызывает у исследователей ассоциации с будущей Киевской Русью. Происхождение киевской культуры связано с распространением зарубинецкой культуры — позднезарубинецких памятников. Среди учёных продолжается полемика, являлись ли носители зарубинецкой культуры славянами или балтами. М. Б. Щукин считал их венетами, через территории которых и по её границам пробивались к пушному промыслу севера дружины Германариха.
Сменившая киевскую культуру в Поднепровье колочинская культура также является предметов споров, была ли она славянской или балтской. Киевское Поднепровье в течение нескольких столетий было зоной взаимодействия разных культур. Колочинская культура в Поднепровье сосуществовала с пражской в Правобережье Днепра. На юге в лесостепи сформировалась пеньковская культура, соединившая элементы пражской и кочевнических степных культур. В историографии принято соотносить пражскую культуру со склавинами Иордана, пеньковскую — с антами, колочинскую — с балтами. Археолог В. Д. Баран (1997) соотносил пражскую культуру со склавинами, пеньковскую — с антами, синхронную дзедзицкую культуру VI—VII веков на территории Польши — с венедами. В рамках национально-романтических конструкций периода становления независимых постсоветских государств пражская культура — склавины, пеньковкая культура — анты и колочинская культура — балты рассматриваются как предки соответственно украинцев, русских (при учёте восточных областей) и белорусов. Такой подход, по мнению других учёных, игнорирует дальнейшее развитие культур Поднепровья: формирование лука-райковецкой культуры, наследующей пражской культуре в Правобережье, роменской культуры в Левобережье и единой древнерусской культуры X—XI веков. В рамках этнических реконструкций археолога В. В. Седова к «антской группе» относятся носители пеньковской культуры и выделяемые им «русы» Приднепровья.